# Rượu Bó Nặm

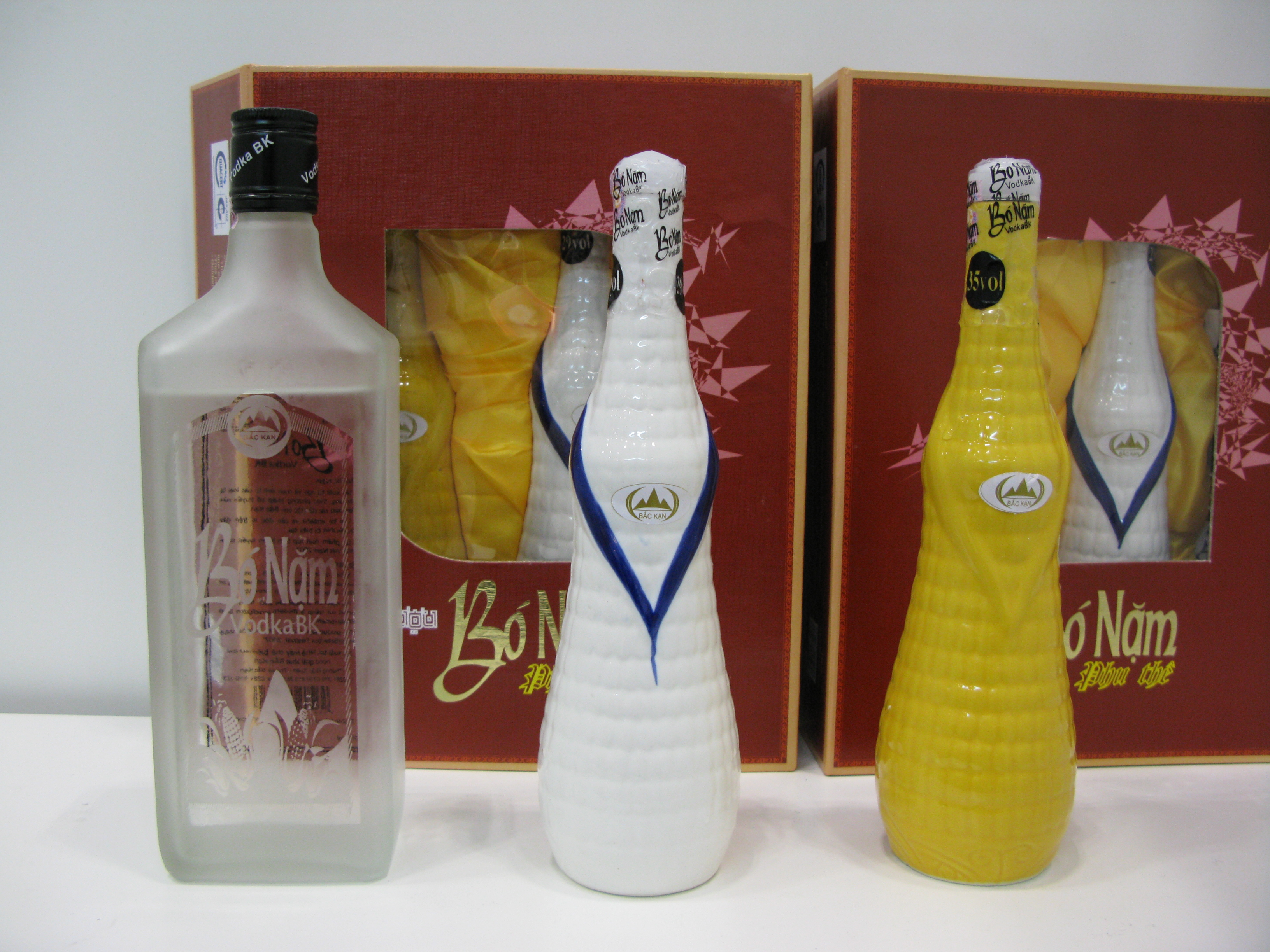
Rượu Bó Nặm

Rượu Bó Nặm là một loại rượu trắng nổi tiếng của Bắc Kạn, được lên men từ ngô và thảo dược, sau đó chưng cất theo phương pháp truyền thống của các dân tộc thiểu số địa phương. Trước đây, rượu Bó Nặm chỉ được tiêu thụ tại Bắc Kạn. Tuy nhiên, gần đây nó được tiêu thụ nhiều tại các thị trường lớn như Hà Nội, Thành phố Hồ Chí Minh, Vũng Tàu và cũng đã được xuất khẩu sang Đông Âu.

## Đặc điểm
Rượu Bó Nặm có đặc trưng là hương thơm, vị hơi ngọt. Rượu Bó Nặm có nhiều loại với các độ cồn và dùng men khác nhau và được sử dụng tùy theo từng dịp. Những loại có độ cồn cao thường được chưng cất hơn một lần. Rượu Bó Nặm nấu theo phương pháp thủ công truyền thống có màu hơi đục do quá trình chưng cất thủ công không loại trừ hết được các hạt tinh bột siêu nhẹ và các chất đường. Rượu Bó Nặm được nấu bằng nguyên liệu địa phương (ngô và thảo dược địa phương) theo phương pháp truyền thống tại các hộ gia đình dân tộc ít người. Sản phẩm sẽ được bán lại cho nhà máy để lọc trong, khử Alđêhyt axetic, ổn định độ cồn, đóng chai, đóng gói và đem tiêu thụ.

## Hình ảnh

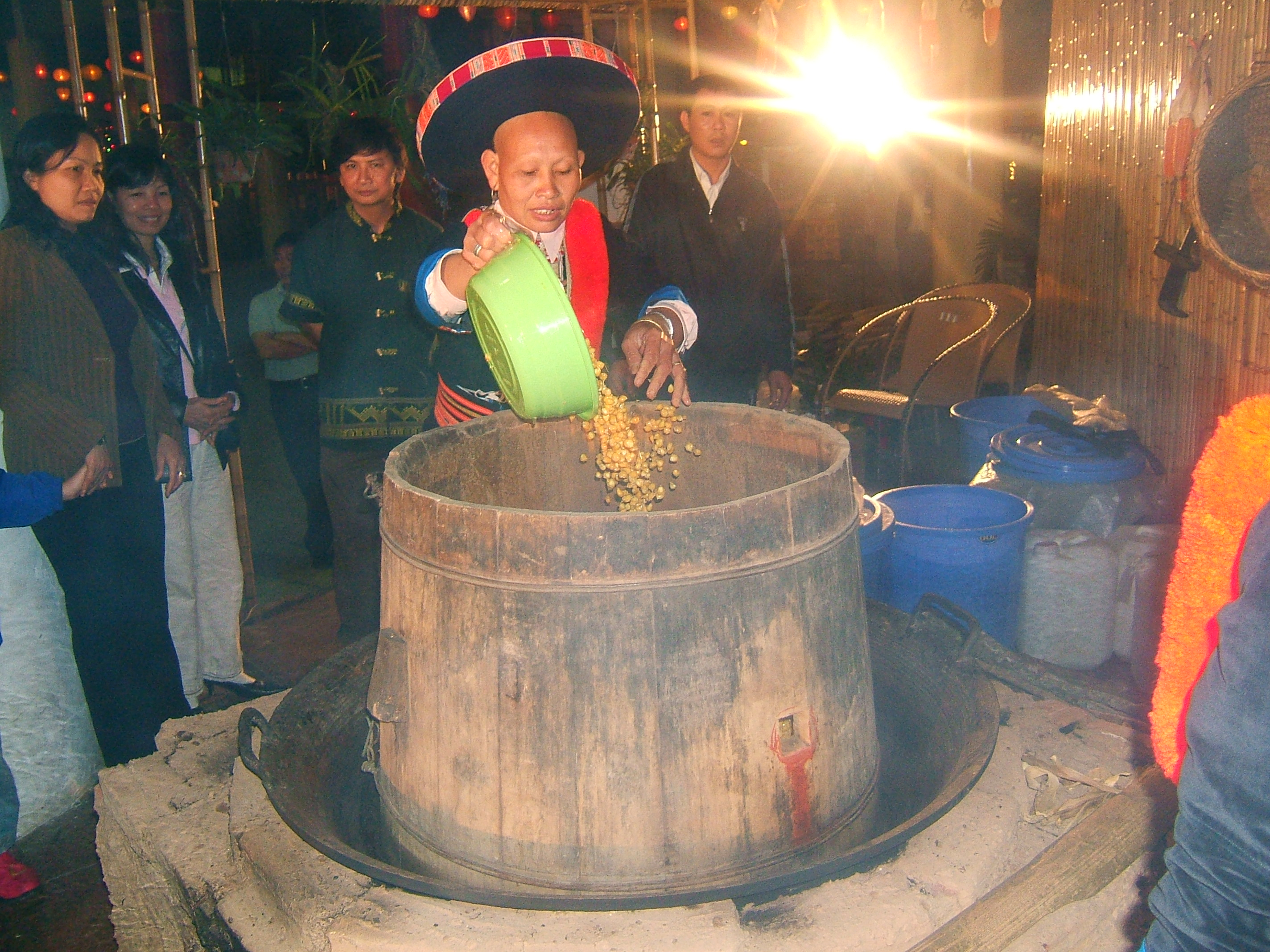
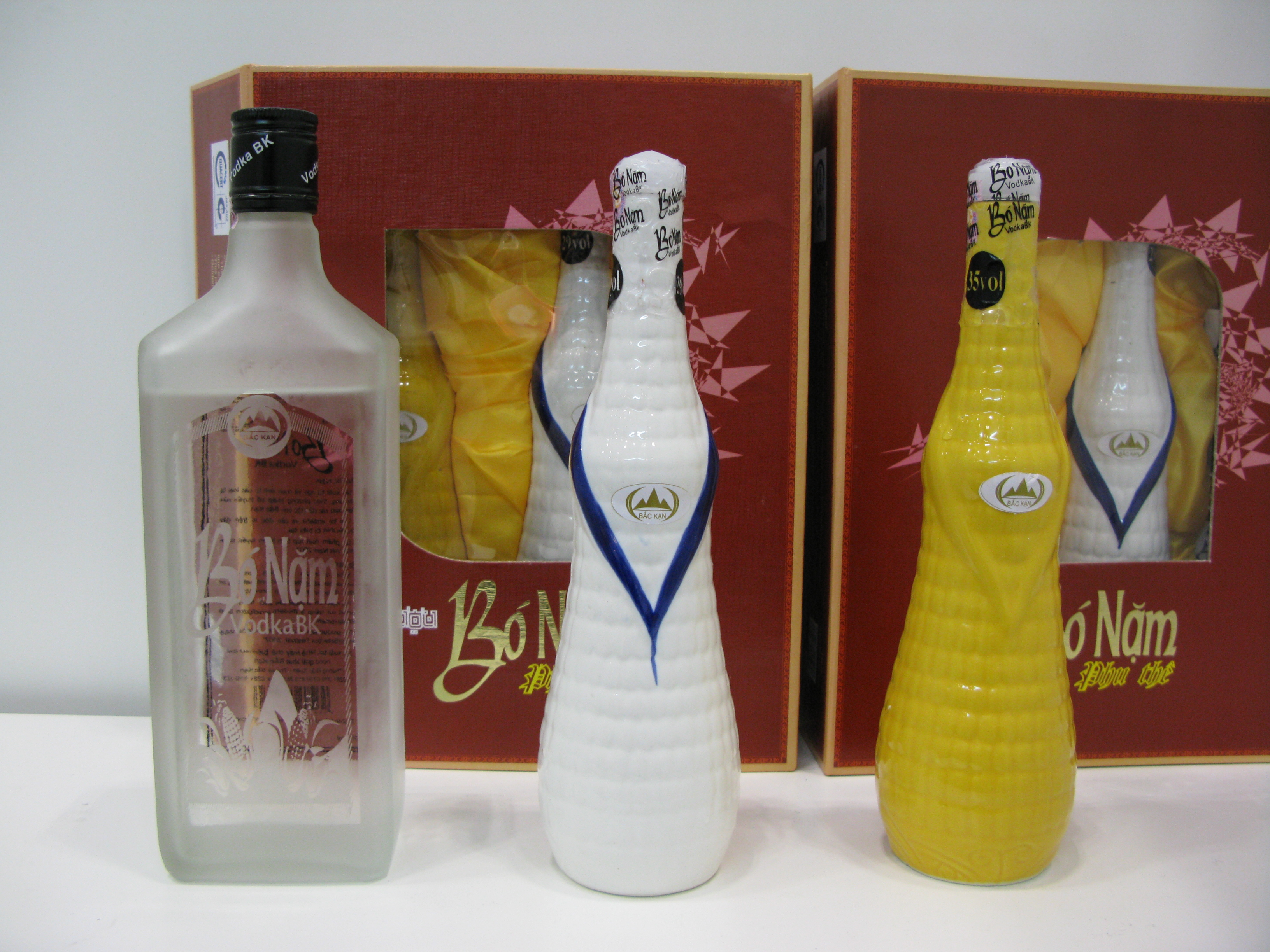
Rượu Bó Nặm truyền thống với bao bì hiện đại